# Rallye Marokko 1975
Die 18. Rallye Marokko war der 5. Lauf zur Rallye-Weltmeisterschaft 1975. Sie fand vom 24. bis zum 28. Juni in der Region von Rabat statt.

## Klassifikationen

### Endergebnis
| Rang | Fahrer             | Co-Pilot              | Auto             | Zeit (Std./Min./Sek.) | Rückstand Sieger (Std./Min./Sek.) Rückstand V (Std./Min./Sek.) |
| ---- | ------------------ | --------------------- | ---------------- | --------------------- | -------------------------------------------------------------- |
| 1    | Hannu Mikkola      | Jean Todt             | Peugeot 504      | 23:30:48              | 0:00:00                                                        |
| 2    | Bernard Consten    | Gérard Flocon         | Peugeot 504      | 25:12:03              | 1:41:15                                                        |
| 3    | Bob Neyret         | Jacques Terramorsi    | Alpine A110 1800 | 25:48:19              | 2:17:31 0:36:16                                                |
| 4    | Jean Deschazeaux   | Jean Plassard         | Citroën DS 23    | 27:32:52              | 4:02:04 1:44:33                                                |
| 5    | Timo Mäkinen       | Henry Liddon          | Peugeot 504      | 28:01:03              | 4:30:15 0:28:11                                                |
| 6    | Shekhar Mehta      | Bob Bean              | Datsun 160J      | 28:09:23              | 4:38:35 0:08:22                                                |
| 7    | Marianne Hoepfner  | Christine Fourton     | Peugeot 504      | 30:51:03              | 7:20:15 2:41:40                                                |
| 8    | Claudine Trautmann | Marie-Odile Desvignes | Peugeot 504      | 30:51:06              | 7:20:18 0:00:03                                                |
| 9    | Kal Noujaim        | Jean-Claude Mages     | Peugeot 504      | 30:57:49              | 7:27:01 0:06:43                                                |
| 10   | Jacques Osstyn     | J. H. Weilenmann      | Volvo 142        | 31:42:53              | 8:12:05 0:45:04                                                |

Insgesamt wurden 14 von 103 gemeldeten Fahrzeuge klassiert:

### Herstellerwertung
| Pos. | Team    | Punkte |
| ---- | ------- | ------ |
| 1    | Lancia  | 55     |
| 2    | Peugeot | 40     |
| 3    | Alpine  | 33     |
| 4    | Opel    | 23     |
| 5    | Fiat    | 23     |

Die Fahrer-Weltmeisterschaft wurde erst ab 1979 ausgeschrieben.